# 杉田尚
杉田 尚（すぎた なおや）は、日本の漫画家。

## 受賞経歴
- 2001年11月期天下一漫画賞：最終候補まで後一歩
- 2002年6月期天下一漫画賞：最終候補まで後一歩
- 2003年10月期十二傑新人漫画賞：最終候補「-青-」
- 2004年3月期十二傑新人漫画賞：最終候補まで後一歩
- 2004年8月期十二傑新人漫画賞：最終候補「忘れていたモノ」
- 2004年12月期十二傑新人漫画賞：十二傑賞 「斬」

## 作品一覧

### 連載
- 斬（週刊少年ジャンプ 2006年34号 - 52号） 全2巻
- SWOT（週刊少年ジャンプ 2010年31号 - 51号） 全3巻
- マジンボーン（原作：東堂いづみ、原案：バンダイ、最強ジャンプ 2014年2月号 - 2015年5月号） 全2巻
- ムッツリ真拳（少年ジャンプ+ 2016年12月9日 - 2017年6月2日） 全3巻
- 遊☆戯☆王ゴーラッシュ!!（デュエル構成：彦久保雅博、最強ジャンプ 2022年5月号 - 2024年4月号） 全4巻

### 読切、他
- 斬（週刊少年ジャンプ 2005年15号・『SWOT』1巻掲載）
- 破天荒（週刊少年ジャンプ 2006年1号掲載）
- こちら葛飾区亀有公園前派出所 超こち亀 イラスト寄稿（2006年9月15日）
- 唐草模様（赤マルジャンプ 2008winter2008年1月12日・『SWOT』2巻掲載） - ヤンキーを題材にした読切作品兼格闘漫画。
- SWOT（週刊少年ジャンプ 2009年52号掲載）
- ポヨヨン仙人マルコ（最強ジャンプ 2011夏号） - いじめられっ子を主人公にした読切作品。
- ムッツリ神拳（少年ジャンプ＋ 2015年12月30日）